# Wasilij Korż
Wasilij (Wasyl) Zacharowicz Korż (biał. Васіль Захаравіч Корж; ros. Василий Захарович Корж) ps. „Komarow”, (ur. 1 stycznia?/13 stycznia 1899 w Chorostowie, zm. 5 maja 1967 w Mińsku) – radziecki partyzant, funkcjonariusz NKWD, Bohater Związku Radzieckiego, generał major, Białorusin. Uważany za pierwszego radzieckiego partyzanta tzw. Wielkiej Wojny Ojczyźnianej.

## Życiorys
Urodził się we wsi Chorostow w obwodzie mińskim, rejonie soligorskim w rodzinie chłopskiej.
W latach 1921–1924 walczył w oddziale partyzanckim K. Orłowskiego na terenie zachodniej Białorusi przyznanych Polsce na podstawie traktatu ryskiego. W 1925 roku przekroczył granicę polsko-radziecką. Został wtedy przewodniczącym kołchozu w obwodzie mińskim.
W latach 1931–1936 pracował w GPU, a później w NKWD Białoruskiej SRR. W 1936 roku z ramienia NKWD wyjeżdża jako doradca wojsk republikańskich do Hiszpanii, w związku z trwającą wojną domową. Dowodzi tam międzynarodowym oddziałem partyzanckim działającym na tyłach wojsk frankistowskich. Po klęsce republikanów wraca do ZSRR.
W latach 1939–1940 pracuje jako dyrektor sowchozu w kraju krasnodarskim, a następnie w sowchozie w rejonie dobruskim obwodu homelskiego. W 1940 roku został sekretarzem ds. finansowych Pińskiego Obwodu KP (b).
Po agresji Niemiec na ZSRR w dniu 26 czerwca 1941 roku, jeszcze przed zajęciem Pińska przez wojska niemieckie utworzył 60-osobowy Piński Oddział Partyzancki. Już 28 czerwca doszło do pierwszej walki z oddziałami niemieckimi, gdy w zasadzkę zorganizowaną przez partyzantów wjechał zwiad 293 Dywizji Piechoty. Z czasem oddział ten został przekształcony Pińskie Zgrupowanie Partyzanckie składające się z 7 brygad i kilku samodzielnych oddziałów partyzanckich.
Niemcy kilkakrotnie próbowali zniszczyć zgrupowanie partyzanckie, do największej próby doszło w lutym 1943 roku, gdzie w walce użyto regularnych jednostek wojskowych z artylerią, czołgami i samolotami. Zgrupowanie okrążone w dniu 15 lutego rozerwało pierścień okrążenia a samym atakiem osobiście dowodził Korż. Po wyjściu z okrążenia zgrupowanie dokonało ataku na silny niemiecki garnizon we wsi Święta Wola.
W dniu 16 września 1943 roku za zasługi w formowaniu i dowodzeniu oddziałami partyzanckimi został mianowany na stopień generała majora.
W 1944 roku dowodzone przez niego oddziały wzięły udział w niszczeniu transportu kolejowego i drogowego, w walkach z wycofującymi się oddziałami niemieckimi. 
W dniu 15 sierpnia 1944 roku został nagrodzony tytułem Bohatera Związku Radzieckiego za wzorowe wykonywanie działań i bohaterstwo na tyłach wroga.
W 1946 roku ukończył Akademię Sztabu Generalnego, a następnie został przeniesiony do rezerwy z powodu choroby.
Po przeniesieniu do rezerwy w latach 1949–1953 był zastępcą Ministra Leśnictwa Białoruskiej SRR. W latach 1953–1963 był przewodniczącym kołchozu Partyzancki Kraj w rejonie soligorskim.
Ostatnie lata życia spędził w Mińsku, gdzie zmarł. Został pochowany na cmentarzu wschodnim (Moskiewskim) w Mińsku.

## Awanse
- generał major (16 września 1943)

## Odznaczenia
- Medal "Złota Gwiazda" Bohatera Związku Radzieckiego – 15 sierpnia 1944
- Order Lenina dwukrotnie – pierwszy raz 15 sierpnia 1944
- Order Czerwonego Sztandaru dwukrotnie – 1937 i 1942
- Order Wojny Ojczyźnianej I stopnia
- Order Czerwonej Gwiazdy – 1937
- Medal „Za zasługi bojowe”
- Medal „Partyzantowi Wojny Ojczyźnianej” I stopnia
- Medal „Za zwycięstwo nad Niemcami w Wielkiej Wojnie Ojczyźnianej 1941–1945”